# الکس گونزالس
الکس گونزالس (اسپانیایی: Álex González‎؛ زادهٔ ۱۳ اوت ۱۹۸۰) بازیگر اهل اسپانیا است.
از فیلم‌ها یا برنامه‌های تلویزیونی که وی در آن نقش داشته است، می‌توان به سرزمین گرگ‌ها، خانواده سرانو، شمارش معکوس، انگیزه‌های شخصی، مردان ایکس: کلاس اول و توی بوی اشاره کرد.